# Antarchaea rosealis
Antarchaea rosealis är en fjärilsart som beskrevs av William Schaus 1904. Antarchaea rosealis ingår i släktet Antarchaea och familjen nattflyn. Inga underarter finns listade i Catalogue of Life.